# تام و جری: پرواز به سوی مریخ
«تام و جری: پرواز به سوی مریخ» (انگلیسی: Tom and Jerry: Blast Off to Mars) یک فیلم انیمیشن آمریکایی است که در سال ۲۰۰۵ منتشر شد.

## موضوع انیمیشن
تام و جری این‌بار به مریخ می‌روند. آنها متوجه می‌شوند که انسان‌ها تنها موجودات در جهان نیستند، و مریخی‌ها نیز وجود دارند. آنها به کمک یک ربات غول‌پیکر قصد حمله به زمین را دارند، اما تام و جری و دوست مریخی آنها به نام «پیپ» در تلاش برای نجات زمین هستند…

## بازیگران
- جف بنیت
- کوری برتون
- براد گرت
- تام کنی
- راب پالسن
- فرانک ولکر
- بیلی وست